# موقا
موقا قرية سورية تتبع ناحية حيش في منطقة معرة النعمان في محافظة إدلب. بلغ عدد سكانها 1,118 نسمة في عام 2004 حسب إحصاء المكتب المركزي للإحصاء.
تقع إلى الشمال من مدينة خان شيخون. تعتبر قرية موقا مركزا لخمسة قرى مجاورة يعمل اهلها بالزراعة، أهم المزروعات الفستق الحلبي والزيتون والحبوب بأنواعها.
في موقا عدد من المواقع الآثرية منها تل موقا الأثري والجامع القديم وغيره، وتتميز القرية بموقعها وبجمال الطبيعة.

## الموقع
تقع قرية موقة على هضبة متوسطة الارتفاع حيث يتراوح ارتفاعها ما بين (350- 400م) على مستوى سطح البحر في النصف الجنوبي من محافظة ادلب شمال مدينة خان شيخون ب(6كم) وجنوب مدينة معرة النعمان ب(15كم) وتقع على نفس خط الطول المار بمركز مدينة ادلب (34درجة) شرق غرينتش وعلى خط العرض (36درجة) شمال خط الاستواء. وتقع أيضا غربي اوتوستراد حلب – دمشق الدولي السريع ب(1.5كم).
تتوسط القرية في موقعها مجموعة من القرى المجاورة لها من معظم الجهات وهي:
- من الغرب قرية العامرية.
- من الشرق مزرعة طبيش.
- من الشمال الغربي قرية كفرمزده.
- من الشمال والشمال الشرقي قرية جبالا الشرقية.
- من الجنوب مساحات واسعة من الأراضي الزراعية ذات الأشجار المثمرة المتاخمة لأراضي مدينة خان شيخون

### المساحة
تبلغ مساحة القرية الكلَيَة مع الأراضي المملوكة لأهلها حوالي (7000 دونم) حيث تشمل الأراضي المعمورة والمستثمرة معاً.
تبلغ مساحة الأرض المعمورة حوالي (200دونم).
وتبلغ مساحة الأراضي المملوكة لأهل القرية والمستثمرة بالزراعة حوالي (6800دونم).

## لمحة تاريخية
تعود القرية من حيث النشأة السكنية والعمرانية إلى ما بين عامي (1915-1920م) حيث سٌكنت من قبل سكانها الأساسيين في هذه المرحلة، الذين قدموا من بلدة كفر سجنة التي تبعد عن مركز القرية حوالي (5كم) باتجاه الشمال الغربي، وقد توافد إلى القرية مجموعة من العائلات نتيجة ظروف اجتماعية واقتصادية وذلك بين عامين (1946 – 1964م) وبشكل خاص بعد تطبيق قانون الإصلاح الزراعي. لقد كانت القرية في ذلك العهد هي عبارة عن اقطاعية زراعية صغيرة وجزء بسيط من الإقطاعيات التي يمتلكها الإقطاعي الذي يمتلك عدد من القرى والمزارع المجاورة.
عُثر في قرية موقة بعد القيام بعمليات التنقيب الأثرية على عدد من المواقع الأثرية ومن أهم هذه المواقع هي:
1. تل موقة: وهو عبارة عن مدينة أثرية مدفونة تحت التراب يتراوح ارتفاع التل وسطياً (30م).
2. الجامع القديم: حيث يقع وسط القرية ويحتوي على بعض النقوش واللوحات الفسيفسائية الجميلة، ويعود تاريخ هذه النقوش إلى العهد الروماني عام (300 م) وذلك حسب الدراسات والكتابات التي عثر عليها في نفس الموقع. أي يتراوح عمرها الزمني حوالي (1709سنة) من عامنا هذا,

وبسبب الأهمية التاريخية الأثرية اكتسبت القرية أهميتها السياحية. ولا تحتوي على أية نوع من المنشآت السياحية. وأغلب السياح الوافدين إلى القرية من أصول أوربية. وقد ورد ذكرها في المصادر التاريخية باسم (بسانوس).